# Wzór trapezów
Wzór trapezów – jeden z wzorów służących do przybliżonego obliczania całek oznaczonych w sensie Riemanna. Idea wzoru opiera się na geometrycznej interpretacji całki oznaczonej z funkcji nieujemnej jako pola pod wykresem funkcji.
Jeżeli przedział całkowania {\displaystyle [a,b]} podzielony zostanie punktami {\displaystyle x_{1},x_{2},\dots ,x_{n-1}} na {\displaystyle n} równych części o długościach {\displaystyle (b-a)/n,} i w figurę ograniczoną na prostymi {\displaystyle x=a,} {\displaystyle x=b,} osią odciętych oraz wykresem funkcji {\displaystyle y=f(x)} wpiszemy trapezy jak pokazano na rysunku poniżej,
to pola kolejnych trapezów wynoszą:
{\displaystyle {\frac {b-a}{n}}\cdot {\frac {f(x_{0})+f(x_{1})}{2}},\ {\frac {b-a}{n}}\cdot {\frac {f(x_{1})+f(x_{2})}{2}},\ \dots ,{\frac {b-a}{n}}\cdot {\frac {f(x_{n-1})+f(x_{n})}{2}},}
gdzie dla jednolitości oznaczono {\displaystyle a=x_{0}} i {\displaystyle b=x_{n}.}
Suma pól trapezów jest w przybliżeniu równa polu całego obszaru, czyli:
{\displaystyle \int \limits _{a}^{b}f(x)\,dx\approx {\frac {b-a}{{2}{n}}}\left(f(x_{0})+f(x_{n})+2f(x_{1})+\ldots +2f(x_{n-1})\right).}
Ten właśnie wzór nazywany jest wzorem trapezów.
W przypadku funkcji ciągłej na przedziale {\displaystyle [a,b],} wzór trapezów pozwala obliczać jej całkę oznaczoną na tym przedziale z dowolną dokładnością, wystarczy w tym celu wziąć za {\displaystyle n} odpowiednio dużą liczbę. Błąd przybliżenia daje się oszacować w przypadku funkcji, która ma na przedziale {\displaystyle [a,b]} ciągłą drugą pochodną:
{\displaystyle |R_{n}|\leqslant \left|{\frac {(b-a)^{3}}{12n^{2}}}K\right|,}
gdzie {\displaystyle K} oznacza największą wartość funkcji {\displaystyle |f''(x)|} w przedziale {\displaystyle [a,b].}
Obecnie wzór trapezów ma znaczenie wyłącznie historyczne – dostępne programy do całkowania numerycznego stosują dokładniejsze metody, a użycie komputera pozwala ograniczyć czasochłonne ręczne rachunki.